# Bantamvikt i boxning vid olympiska sommarspelen 1980
Resultat från boxning vid olympiska sommarspelen 1980 och herrarnas bantamvikt. De 34 boxarna vägde under 54 kg. Tävlingarna arrangerades i Indoor Stadium of the Olympiski Sports Complex i Moskva.

## Medaljörer
| Klass      | Guld                                 | Silver                            | Brons                     |
| Bantamvikt | Juan Bautista Hernández Pérez · Kuba | Bernardo José Pinango · Venezuela | Michael Anthony · Guyana  |
| Bantamvikt | Juan Bautista Hernández Pérez · Kuba | Bernardo José Pinango · Venezuela | Dumitru Cipere · Rumänien |

## Resultat

### Första rundan
| Vinnare              | Resultat      | Förlorare            |
| Första rundan        | Första rundan | Första rundan        |
| -------------------- | ------------- | -------------------- |
| Lucky Mutale (ZAM)   | 5-0           | Moussa Sangare (MLI) |
| Dumitru Cipere (ROU) | 5-0           | Mario Behrendt (GDR) |

### Andra rundan
| Vinnare                   | Resultat     | Förlorare                  |
| Andra rundan              | Andra rundan | Andra rundan               |
| ------------------------- | ------------ | -------------------------- |
| Juan Hernández (CUB)      | 4-1          | Sandor Farkas (HUN)        |
| Ayele Mohammed (ETH)      | 5-0          | Ahmad Nesar (AFG)          |
| Geraldi Issaick (TAN)     | 3-2          | Jorge Monar (ECU)          |
| Ganapathy Manoharan (IND) | 4-1          | Samba Jacob Diallo (GUI)   |
| Raymond Gilbody (GBR)     | 5-0          | João Luis de Almeida (ANG) |
| Daniel Zaragoza (MEX)     | 5-0          | Philip Sutcliffe (IRL)     |
| Fayez Zaghloui (SYR)      | LAO          | Souneat Ouphaphone (LAO)   |
| Michael Anthony (GUY)     | 5-0          | Nureni Gbadamosi (NGR)     |
| Veli Koota (FIN)          | RSC-2        | Fazlija Sacirovic (YUG)    |
| Bernardo Piñango (VEN)    | 4-1          | Ernesto Alguera (NCA)      |
| Ali Ben Moghenia (FRA)    | WO           | Pushkardhoj Shahi (NEP)    |
| John Siryakibbe (UGA)     | RSC-1        | Aleksandr Radev (BUL)      |
| Samson Khachatrian (URS)  | 5-0          | Andres Tena (DOM)          |
| Joseph Ahanda (CMR)       | RSC-3        | Tseden Narmandakh (MGL)    |
| Ryszard Czerwinski (POL)  | KO-1         | Firmin Abissi (BEN)        |
| Dumitru Cipere (ROU)      | 5-0          | Lucky Mutale (ZAM)         |

### Tredje rundan
| Vinnare                  | Resultat      | Förlorare                 |
| Tredje rundan            | Tredje rundan | Tredje rundan             |
| ------------------------ | ------------- | ------------------------- |
| Juan Hernández (CUB)     | RSC-2         | Ayele Mohammed (ETH)      |
| Geraldi Issaick (TAN)    | RSC-2         | Ganapathy Manoharan (IND) |
| Daniel Zaragoza (MEX)    | 4-1           | Raymond Gilbody (GBR)     |
| Michael Anthony (GUY)    | 3-2           | Fayez Zaghloui (SYR)      |
| Bernardo Piñango (VEN)   | DSQ-2         | Veli Koota (FIN)          |
| John Siryakibbe (UGA)    | 5-0           | Ali Ben Moghenia (FRA)    |
| Samson Khachatrian (URS) | 5-0           | Joseph Ahanda (CMR)       |
| Dumitru Cipere (ROU)     | 5-0           | Ryszard Czerwinski (POL)  |

### Kvartsfinaler
| Vinnare                | Resultat      | Förlorare                |
| Kvartsfinaler          | Kvartsfinaler | Kvartsfinaler            |
| ---------------------- | ------------- | ------------------------ |
| Juan Hernández (CUB)   | RSC-1         | Geraldi Issaick (TAN)    |
| Michael Anthony (GUY)  | RSC-2         | Daniel Zaragoza (MEX)    |
| Bernardo Piñango (VEN) | KO-2          | John Siryakibbe (UGA)    |
| Dumitru Cipere (ROU)   | 4-1           | Samson Khachatrian (URS) |

### Semifinaler
| Vinnare                | Resultat    | Förlorare             |
| Semifinaler            | Semifinaler | Semifinaler           |
| ---------------------- | ----------- | --------------------- |
| Juan Hernandez (CUB)   | 5-0         | Michael Anthony (GUY) |
| Bernardo Piñango (VEN) | 3-2         | Dumitru Cipere (ROU)  |

### Final
| Vinnare              | Resultat | Förlorare              |
| Final                | Final    | Final                  |
| -------------------- | -------- | ---------------------- |
| Juan Hernández (CUB) | 5-0      | Bernardo Piñango (VEN) |